# Freiherr-vom-Stein-Gesellschaft
Freiherr-vom-Stein-Gesellschaft ist eine deutsche wissenschaftliche Gesellschaft.
Sie wurde im Jahr 1952 gegründet, mit dem Ziel, die Ideen und Gedanken des Reichsfreiherrn Heinrich Friedrich Karl vom und zum Stein wissenschaftlich zu betrachten und der Öffentlichkeit zugänglich zu erhalten. Die Gesellschaft gab verschiedene Schriften zu Einzelaspekten aus dem Leben und dem Wirken Steins heraus. Wissenschaftlich bedeutsam war die Neuausgabe der Schriften Steins durch den Historiker Walther Hubatsch.
Ihr Ziel ist es, „sich als Anwalt des Föderalismus und der kommunalen Selbstverwaltung im demokratischen und sozialen Bundesstaat“ für eine zeitgemäße demokratische Teilhabe einzusetzen. Sie widmet sich dem Dialog zwischen Wissenschaft und Politik zu aktuellen gesellschaftlich-politischen Fragen und der Beteiligung der Öffentlichkeit an diesem Prozess.
Die Gesellschaft veranstaltet zahlreiche Vorträge und Gesprächsreihen, so u. a. die „Nassauer Gespräche“. Zwischen 1969 und 2007 wurden 34 Bände mit „Cappenberger Gesprächen“ veröffentlicht.
Der Sitz der Gesellschaft befindet sich in Münster.

## Präsidenten
- 1952–1968 Theo Keyser
- 1968–1979 Gustav Stein
- 1980–1984 Hans-Günther Sohl
- 1984–1990 Manfred Rommel
- 1990–1995 Helmut Schlesinger
- 1995–1998 Friedel Neuber
- 1998–1999 Johannes Rau
- 1999–2008 Hans Tietmeyer
- 2008–2023 Dietrich H. Hoppenstedt
- seit 2023 Hans-Günter Henneke